# Арзамасский благочиннический округ

## История
До создания в 2012 году Нижегородской митрополии Арзамасское благочиние включало в себя храмы Арзамасского и Вадского районов Нижегородской области и входило  в центральный округ Нижегородской и Арзамасской епархии.
При создании митрополии храмы Вадского района были сначалы включены в Сергачское благочиние вновь созданной Лысковской епархии, а затем из Сергачского выделены в Перевозское благочиние.
В 2013 году благочиние стало выпускать газету «Арзамас православный».
В этом же году был открыт 32-й приход.
Затем Арзамасское благочиние было разделено на два: Благочиние города Арзамаса и Благочиние Арзамасского района.

## Сохранившиеся храмы города Арзамаса
| Название                                                        | Время основания         | Адрес                    | Координаты                      | Фото |
| --------------------------------------------------------------- | ----------------------- | ------------------------ | ------------------------------- | ---- |
| Воскресенский собор                                             | 1814-1840               | пл. Соборная площадь, 19 | 55°23′12″ с. ш. 43°48′48″ в. д. |      |
| Живоносновская церковь                                          | 1794                    | пл. Соборная площадь, 20 | 55°23′14″ с. ш. 43°48′49″ в. д. |      |
| Благовещенская церковь                                          | 1784                    | пл. Патриарха Сергия, 1  | 55°23′07″ с. ш. 43°49′02″ в. д. |      |
| Владимирская церковь                                            | 1802                    | ул. Ленина, 17А          | 55°23′01″ с. ш. 43°48′58″ в. д. |      |
| Спасовходская церковь                                           | 1777                    | ул. Нагорная, 1А         | 55°23′01″ с. ш. 43°49′13″ в. д. |      |
| Смоленская церковь                                              | 1797                    | ул. Ленина, 43А          | 55°22′58″ с. ш. 43°49′27″ в. д. |      |
| Рождественская церковь                                          | 1852                    | ул. Ленина, 43           | 55°22′57″ с. ш. 43°49′27″ в. д. |      |
| Ильинская церковь                                               | 1746                    | ул. Космонавтов, 39А     | 55°23′11″ с. ш. 43°49′24″ в. д. |      |
| Андреевская церковь                                             | 1793                    | ул. Владимирского, 28    | 55°23′12″ с. ш. 43°49′23″ в. д. |      |
| Знаменская церковь                                              | 1801                    | пл. Гагарина, 9          | 55°23′33″ с. ш. 43°48′39″ в. д. |      |
| Духовская церковь ("Чёрная Троица")                             | 1768                    | пл. Гагарина, 11         | 55°23′32″ с. ш. 43°48′35″ в. д. |      |
| Казанская церковь                                               | 1792                    | ул. Советская, 16        | 55°23′22″ с. ш. 43°48′47″ в. д. |      |
| Тихвинская кладбищенская церковь (Старая Скорбященская)         | 1787                    | Тихвинское кладбище      | 55°22′23″ с. ш. 43°49′36″ в. д. |      |
| Преображенский собор Спасо-Преображенского монастыря            | 1638                    | уч. Территория Архива, 5 | 55°23′06″ с. ш. 43°49′09″ в. д. |      |
| Богородицкая церковь Спасо-Преображенского монастыря            | вторая половина XVII в. | уч. Территория Архива, 3 | 55°23′05″ с. ш. 43°49′07″ в. д. |      |
| Георгиевская надвратная церковь Спасо-Преображенского монастыря | 1806                    | ул. Мучной Ряд, 1/1      | 55°23′05″ с. ш. 43°49′03″ в. д. |      |
| Вознесенский собор Высокогорского Вознесенского монастыря       | 1745                    | п. Высокая Гора          | 55°25′01″ с. ш. 43°45′59″ в. д. |      |
| Покровская церковь Высокогорского Вознесенского монастыря       | 1845                    | п. Высокая Гора          | 55°25′01″ с. ш. 43°45′59″ в. д. |      |
| Успенская церковь Алексеевского Новодевичьего монастыря         | 1753                    | ул. Свободы              | 55°23′45″ с. ш. 43°48′27″ в. д. |      |
| Николаевский собор Николаевского монастыря                      | 1738                    | пл. Соборная, 1          | 55°23′09″ с. ш. 43°48′53″ в. д. |      |
| Богоявленская церковь Николаевского монастыря                   | 1811                    | пл. Соборная, 1          | 55°23′10″ с. ш. 43°48′53″ в. д. |      |
| Богословская церковь в Ивановке                                 | 1685                    | ул. Солнечная, 36А       | 55°21′53″ с. ш. 43°49′16″ в. д. |      |

## Утраченные храмы города Арзамаса
| Название                                                | Время основания | Время разрушения | Координаты                      | Фото |
| ------------------------------------------------------- | --------------- | ---------------- | ------------------------------- | ---- |
| Введенская церковь                                      | 1692            | 1929             | 55°23′12″ с. ш. 43°48′55″ в. д. |      |
| Богоявленская церковь                                   | 1818            | после 1917 г.    | 55°23′01″ с. ш. 43°48′56″ в. д. |      |
| Богословская церковь                                    | 1675            | после 1917 г.    | 55°23′01″ с. ш. 43°49′14″ в. д. |      |
| Спасская церковь                                        | 1798            | 1929             | 55°23′30″ с. ш. 43°49′10″ в. д. |      |
| Покровская церковь                                      | 1782            | 1929             | 55°23′30″ с. ш. 43°49′08″ в. д. |      |
| Софийская церковь (Успения Пресвятой Богородицы)        | 1791            | после 1917 г.    | 55°23′50″ с. ш. 43°48′29″ в. д. |      |
| Духовская церковь                                       | 1752            | после 1917 г.    | 55°23′50″ с. ш. 43°48′28″ в. д. |      |
| Троицкая церковь ("Белая Троица")                       | 1824            | 1929             | 55°23′32″ с. ш. 43°48′43″ в. д. |      |
| Крестовоздвиженская церковь                             | 1682            | 1929             | 55°23′21″ с. ш. 43°48′47″ в. д. |      |
| Всехсвятская кладбищенская церковь                      | 1796            | 1935             | 55°23′53″ с. ш. 43°49′45″ в. д. |      |
| Тихвинская кладбищенская церковь (старая)               | 1777            | после 1917 г.    | 55°22′24″ с. ш. 43°49′36″ в. д. |      |
| Скорбященская кладбищенская церковь (новая)             | 1861            | после 1917 г.    | 55°22′24″ с. ш. 43°49′36″ в. д. |      |
| Успенская церковь Алексеевского Новодевичьего монастыря | 1753            | ул. Свободы      | 55°23′45″ с. ш. 43°48′27″ в. д. |      |

## Благочиние Арзамасского района
1. с. Абрамово: Церковь Рождества Иоанна Предтечи
2. с. Балахониха: Православная община Рождества Христова
3. с. Б. Туманово: Покровская церковь
4. с. Васильев Враг: Церковь Рождества Христова
5. с. Водоватово: Воскресенская церковь
6. с. Волчиха: Сергиевская церковь
7. с. Вторусское: Троицкая церковь
8. с. Выездное: Смоленский собор
9. с. Кирилловка: Троицкая церковь
10. с. Кичанзино: Покровская Церковь
11. с. Красное: Церковь Рождества Христова
12. с. Кузьмин Усад: Православная община Успения Божией Матери
13. с. Мотовилово: Покровская Церковь
14. с. Морозовка: Троицкая церковь[3]
15. с. Никольское: Церковь св. ап. Иоанна Богослова
16. с. Новоселки: Троицкая церковь
17. с. Новый Усад: Троицкая церковь
18. с. Рождественский Майдан: Церковь Рождества Христова
19. с. Селема: Троицкая церковь
20. с. Софрониева Пустынь: Казанская церковь
21. с. Степаново: Вознесенская церковь
22. с. Чернуха: Церковь Николая Чудотворца
23. с. Шерстино: Смоленская церковь